# Respirator

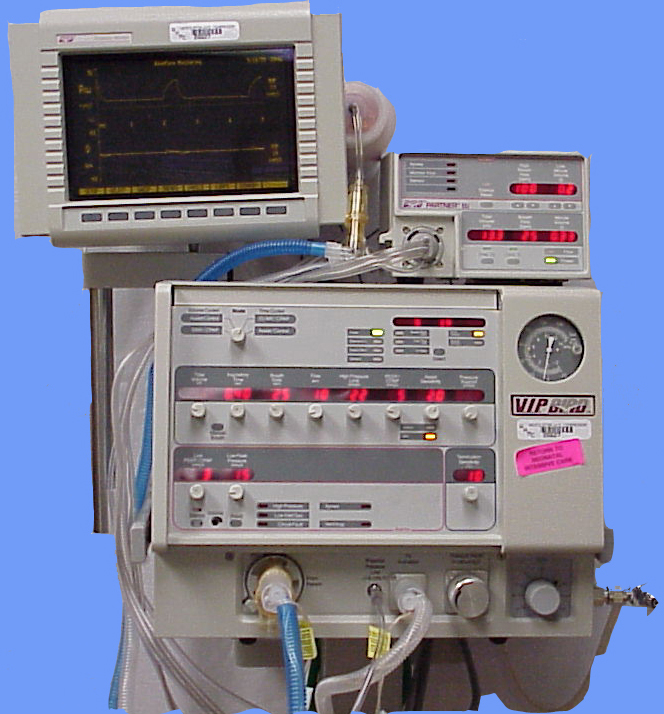
Respirator

Respirator (sztuczne płuco) – urządzenie medyczne wspomagające lub zastępujące mięśnie pacjenta w wykonywaniu pracy oddechowej. Maszyna umożliwia sztuczne, wymuszone oddychanie, wykorzystywane w sytuacjach ustania czynności oddechowej (w wyniku urazu, choroby lub zastosowania leków blokujących przewodnictwo nerwowo-mięśniowe), bądź celem jej ułatwienia (gdy pacjent wprawdzie oddycha samodzielnie, lecz czynność ta jest utrudniona lub ze względu na stan pacjenta nie zaspokaja zapotrzebowania organizmu na tlen).

## Historia

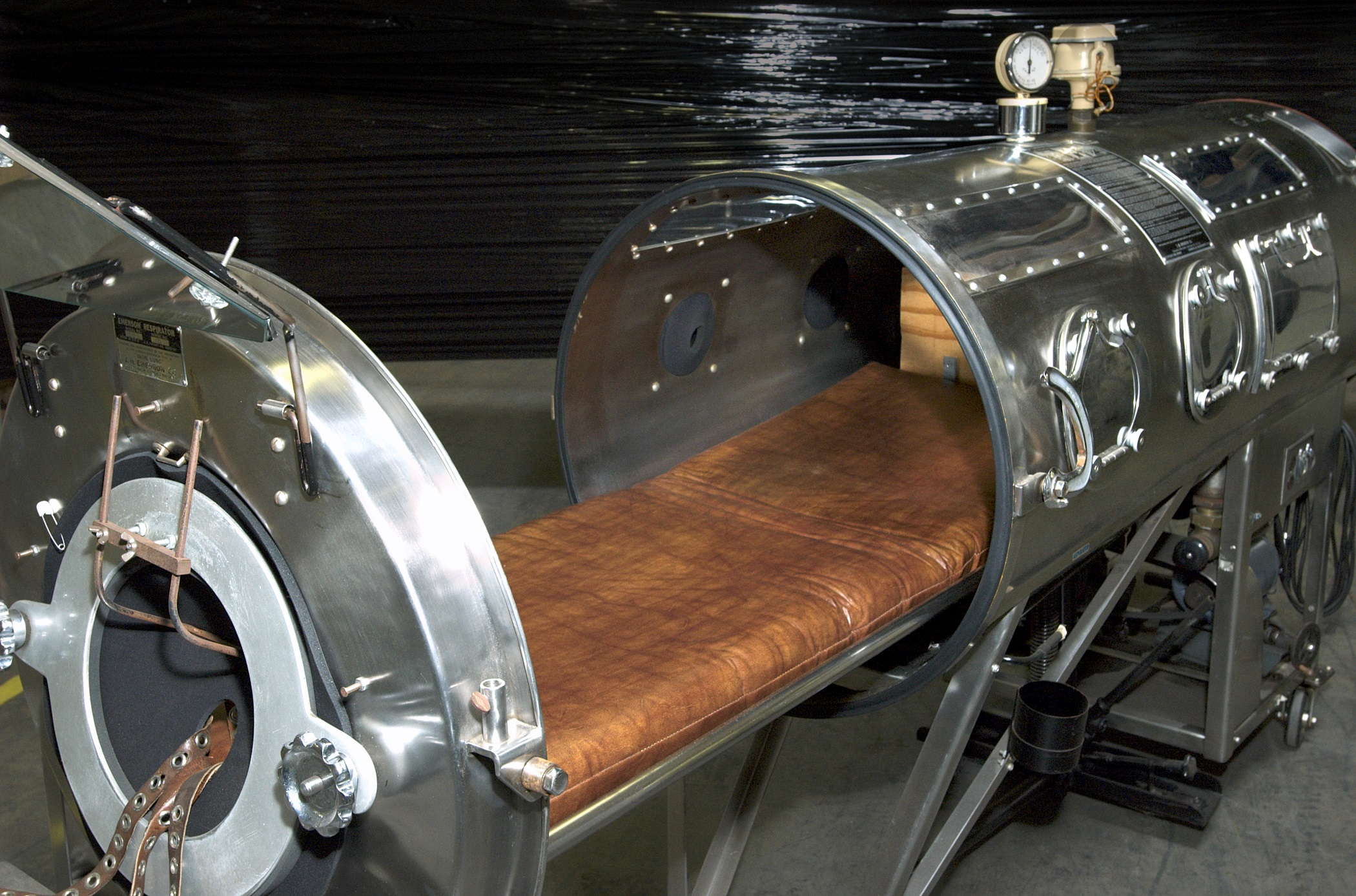
Żelazne płuco

Projekty urządzenia działającego jak respirator sporządził w XV wieku Leonardo da Vinci. Natomiast pierwszego opisu wentylacji przerywanym ciśnieniem dokonał Andreas Vesalius w 1555 roku.
Pierwszy działający respirator był wynalazkiem Jeana-François Pilâtre de Roziera, dokonanym na początku lat 80. XVIII wieku. Model ten wykorzystał następnie z powodzeniem na potrzeby pruskiego górnictwa Alexander von Humboldt, był on używany od 1799 roku.
Pierwszy powszechny respirator znany jako „żelazne płuca” skonstruowali Philip Drinker i Louis Shaw z Uniwersytetu Harvarda w Cambridge koło Bostonu w 1928 roku , który pracował na zasadzie wytwarzania ujemnego ciśnienia dookoła klatki piersiowej.
Urządzenie to wyglądało jak duża metalowa skrzynia zamykana na klapę. Pacjent był umieszczony w środku - na zewnątrz wystawała mu tylko głowa. Szczelność aparatu zapewniały gumowe uszczelki przylegające ściśle do szyi pacjenta. Zmieniając ciśnienie wewnątrz urządzenia przy pomocy dwóch domowych odkurzaczy powodowano wymuszone podnoszenie lub ściskanie klatki piersiowej, co u pacjentów sparaliżowanych było jedyną szansą na podtrzymanie oddechu.
Pierwsza osobą żyjącą w żelaznym płucu był Frederick B. Snite junior, syn amerykańskiego magnata kolejowego. W roku 1936 w Pekinie nabawił się polio i wracał do Stanów Zjednoczonych w respiratorze. Snite, znany jako "człowiek w żelaznym płucu" zrobił wiele, żeby respirator stał się dostępny dla ludzi nie tak bogatych jak on sam. Zmarł 12 listopada 1954 roku w wieku czterdziestu czterech lat.
Inspiracją do zbudowania respiratorów stosowanych obecnie, to jest takich, które wykorzystują w wentylacji przerywane ciśnienie dodatnie, była epidemia choroby Heinego-Medina w Danii w 1952 roku. Z uwagi na brak wystarczającej ilości respiratorów ich rolę pełnili studenci, którzy zostali zatrudnieni do prowadzenia przewlekłej wentylacji pacjentów.
Nowoczesne respiratory pozwalają wtłaczać gazy oddechowe do płuc przez rurkę intubacyjną lub tracheotomijną, a wszystkie funkcje urządzenia są kontrolowane elektronicznie za pomocą mikroprocesorów.
W 2020 roku opracowano projekt respiratora, który udostępniono za darmo (na zasadach open source i open hardware). Głównym powodem rozpoczęcia tego przedsięwzięcia, stało się nagłe zwiększenie zapotrzebowania na respiratory. W krajach, gdzie w przebiegu pandemii wirusa SARS-COV-2 doszło do masowych zachorowań na COVID-19, dla dziesiątków tysięcy chorych respirator stał się sprzętem medycznym ratującym życie. Systemy ochrony zdrowia na świecie nie są przygotowane na tak znaczny wzrost zapotrzebowania, w tak krótkim czasie. Przykładowo rezerwa strategiczna Stanów Zjednoczonych wynosi zaledwie 10 tysięcy respiratorów, a liczba chorych może w ciągu kilku tygodni wzrosnąć do kilkudziesięciu tysięcy. Open Source Ventilator Project jest opracowywany przez naukowców z całego świata.
W marcu 2020 polscy naukowcy z Instytutu Biocybernetyki i Inżynierii Biomedycznej PAN z zespołu kierowanego przez prof. Marka Darowskiego opracowali urządzenie Ventil, które pozwala na podłączenie dwóch pacjentów do jednego respiratora.

## Zasada działania
Wentylację mechaniczną płuc można uzyskać przez wytworzenie ujemnego ciśnienia wokół ciała pacjenta z wyjątkiem głowy i szyi („żelazne płuca”) lub dodatniego ciśnienia bezpośrednio w płucach za pomocą rurki dotchawiczej.
Wszystkie respiratory wymagają zasilania, które ze względu na formę pozwala podzielić je na dwie grupy elektryczne i pneumatyczne. Respiratory elektryczne mogą działać z wykorzystaniem prądu przemiennego bezpośrednio z sieci energetycznej lub pośrednio przez przetwornik obniżający napięcie i zamieniający je na prąd stały. Dodatkowo respiratory elektryczne coraz częściej wyposaża się w akumulator pozwalający na nieprzerwaną pracę w przypadku utraty źródła zasilania nawet przez 1 godzinę. Respiratory pneumatyczne to urządzenia, które wykorzystują energię zmagazynowaną w sprężonym gazie. Źródła sprężonego powietrza i tlenu są powszechnie dostępne na oddziałach intensywnej terapii. Zaletą tych układów jest możliwość pracy bez dostępu do źródła energii elektrycznej lub gdy jego obecność jest niepożądana. Spotykane są również rozwiązania wymagające obu źródeł zasilania elektrycznego i pneumatycznego jednocześnie.
Ze względu na zmienne kontrolne respiratory mogą być regulatorem ciśnienia, objętości lub przepływu. Czasami z powodu zmian mechaniki płuc wpływających jednocześnie na ciśnienie i objętość jedyną formą kontroli jest określenie czasu wdechu i wydechu.
Faza wdechu najczęściej inicjowana jest przez generator czasowozmienny. Wszystkie respiratory mierzą przynajmniej jedną z wartości: ciśnienia, objętości, przepływu lub czasu, która po osiągnięciu pewnej ustalonej wartości rozpoczyna cykl. Najczęściej tą zmienną jest czas, chociaż w niektórych przypadkach wskazane jest zastosowanie cyklu sterowanego ciśnieniem generowanym spontanicznym wysiłkiem wdechowym pacjenta.
Faza wydechu, która najczęściej jest procesem biernym i odbywa się samoistnie do atmosfery, może być inicjowana na trzy sposoby:
1. objętością – przełączenie następuje po dostarczeniu pacjentowi określonej objętości oddechowej[23][24], po której może nastąpić pauza wdechowa[25],
2. ciśnieniem - przełączenie następuje po osiągnięciu ustalonego ciśnienia[21][23] w górnych drogach oddechowych[23],
3. czasem - faza wdechu ma stały ustalony wcześniej czas[21][23], po której następuje krótka pauza wdechowa[23].

Głównym mechanicznym elementem respiratora jest kompresor i silnik. Wyróżnia się trzy rodzaje kompresorów: tłok i cylinder, miechy oraz turbina. Silnikiem jest każdy element, który wytwarza ruch.

## Tryby pracy

### Podstawowe tryby pracy
- Ciągła wentylacja wymuszona (CMV)[28]
- Wentylacja Assist/Control (A/C)[29]
- Wspierana wentylacja mechaniczna (AMV)[30]
- Przerywana wentylacja wymuszona (IMV)[31]
- Synchronizowana przerywana wentylacja obowiązkowa (SIMV)[32]
- Wentylacja wspomagana ciśnieniowo (PSV)[33]
- Wentylacja z ciągłym dodatnim ciśnieniem w drogach oddechowych (CPAP), który obejmuje dodatnie ciśnienie końcowo-wydechowe (PEEP)[d], ciśnienie końcowo-wydechowe (EEP), dodatnie wdechowe ciśnienie w drogach oddechowych (IPAP), ciągłe ciśnienie rozdymające (CDP), oddychanie z ciągłym dodatnim ciśnieniem (CPPB)[34]
- Wentylacja z uwalnianiem ciśnienia (APRV) znana również jako dwupoziomowe ciśnienie w płucach (BiPAP), zmienne dodatnie ciśnienie w drogach oddechowych (VPAP), przerywane CPAP, CPAP z uwalnianiem[35]
- Kontrolowana ciśnieniem wentylacja z odwrotnym stosunkiem I:E (PCIRV)[36][e]
- Wymuszona wentylacja minutowa (MMV) znana również jako minimalna objętość minutowa (MMV), zwiększona objętość minutowa (AMV), rozszerzona wymuszona objętość minutowa (EMMV)[37]

### Łączone tryby pracy
- Podwójna regulacja w ciągu oddechu[38]
- Podwójna regulacja od oddechu do oddechu – wentylacja ograniczona ciśnieniem, przełączana przepływem[39]
- Podwójna regulacja od oddechu do oddechu – wentylacja ograniczona ciśnieniem, przełączana czasem[40]

### Inne
- Tryb AUTO (wymuszone przełączanie)[41]
- Adaptacyjna wentylacja wspomagana (ASV)[41]
- Wentylacja proporcjonalna[42]

## Zastosowanie
O zastosowaniu klinicznym decyduje mechanika respiratora, zasilanie, mechanizmy regulacyjne i monitorujące.
Kliniczne wykorzystanie respiratorów ma miejsce na salach operacyjnych, oddziałach intensywnej terapii i oddziałach neonatologicznych.
Obecnie respirator jest podstawowym elementem aparatu do znieczulenia (respirator anestezjologiczny). Dostarcza on gazy i pary z aparatu przez układy oddechowe do pacjenta. Każdy respirator, który działa na zasadzie wytwarzania dodatniego ciśnienia, można przystosować do celów anestezjologicznych przez przerobienie układu na okrężny i wyposażeniu w zastawkę ciśnieniową umożliwiającą odpływ nadmiaru gazu przez odpowiedni bierny lub aktywny system eliminacji gazu.
Większość pacjentów po zaintubowaniu jest wentylowana mechanicznie.

## Ryzyko i powikłania
Głównym powikłaniem związanym z mechaniczną wentylacją jest zapalenie płuc. Obserwuje się 1% stopień zachorowalności na oddziałach intensywnej opieki, lecz w przypadku gdy stosowana jest wentylacja mechaniczna wskaźnik ten może nawet być dwudziestokrotnie większy. W przypadku wykorzystywania respiratorów starego typu zaobserwowano, że główny rozpylacz był siedliskiem i źródłem bakterii Gram-ujemnych, który zakażał pęcherzyki płucne chorego. Obecnie głównym czynnikiem ryzyka jest rurka intubacyjna.
Zaburzenia w układzie krążenia:
- zniesienie mechanizmu klatki piersiowej jako pompy[50],
- tamponada serca[51],
- upośledzenie ukrwienia płuc[51]

Uszkodzenia płuc:
- odma opłucnowa, odma śródpiersia i rozedma śródmiąższowa płuc[52][51],
- ostre uszkodzenie płuc wywołane nadmiernym rozdęciem[53].

Długotrwała wentylacja mechaniczna ma negatywny wpływ na pracę nerek, których praca ulega tym większemu zaburzeniu im wyższe ciśnienia są stosowane w wentylacji mechanicznej.